# Parroquia El Carmen
La Parroquia "El Carmen", también conocida cómo "Parroquia Nuestra Señora del Carmen" o "Nuestra Señora del Monte Carmelo", es una iglesia parroquial católica, ubicada en el centro de la ciudad de Santa Tecla, El Salvador.

Su construcción empezó en el año 1855 y culminó hasta 1914. Actualmente es dirigida por la Compañía de Jesús y su párroco es el Padre José María Tojeira S.J.

## Historia
El 27 de noviembre de 1878 se inicia, en Santa Tecla, El Salvador, la construcción de la Iglesia El Carmen y desde 1914 ha estado a cargo de la Compañía de Jesús. A raíz del terremoto del 13 de enero de 2001 el templo de El Carmen quedó severamente dañado, al igual que sus dependencias parroquiales. Así mismo, la ciudad de Santa Tecla tiene habilitados sólo dos de sus seis templos sobre los que descansa el servicio pastoral para una población de 350 mil habitantes.
La reconstrucción de este templo, muy emblemático en la zona de Santa Tecla, implica tiempo y una serie de gastos que la parroquia no puede asumir. Ante esta situación, y la proximidad de la llegada del invierno en el mes de mayo, la Parroquia El Carmen, en coordinación con la Compañía de Jesús, ha diseñado un plan con cinco fases de desarrollo que responden a las necesidades que han surgido a raíz de los daños causados por el terremoto.

### Proceso de construcción templo
Las etapas de la construcción del templo del Carmen de Santa Tecla van de la mano con los hombres que tomaron muy a pecho en llevar a feliz coronación la obra.

#### 1.ª Etapa: 1856-1891: León de Jesús Castillo
En 1855, un año después de la fundación de la ciudad de Nueva San Salvador , el coronel León Castillo inició la construcción de una iglesia dedicada a la Señora de El Carmen . León Castillo había estado activo en ejércitos al mando del general Francisco Morazán .
Los registros se refieren a él como un valiente soldado.  Su carrera militar se había caracterizado por su compromiso con la reforma liberal, algo ilustrado con su participación en la expulsión de órdenes religiosas de El Salvador y la expropiación de iglesias desde 1829, que es el año en que se inició la revolución liberal en América Central. Cuenta la leyenda que en 1840, León Castillo resultó herido durante un combate en Guatemala y logró arrastrarse hasta la Iglesia del Carmen del Cerrito, donde le prometió a la Señora de El Carmen que si ella le salvaba la vida, él trabajaría toda su vida para propagar su fe y construiría un templo para ella. Fue atendido por el cura Antonio Larrazábal, y vivió en el templo durante casi dos años. El coronel Castillo recibió instrucción en la fe y las ciencias católicas , antes de que finalmente pudiera regresar a El Salvador .
León Castillo cumplió su promesa de reconstruir la capilla de Nuestra Señora del Carmen en la Iglesia de la Merced en San Salvador después del terremoto de 1854. Cuando se estableció una nueva capital en Nueva San Salvador después de este terremoto, León Castillo decidió erigir la iglesia de sus sueños en la ciudad nueva.
Monseñor Miguel Pineda y Saldaña y León Castillo eligieron una ubicación para la iglesia en el norte de la ciudad, cerca del actual colegio Belén. La construcción de esta capilla se inició el 9 de agosto de 1856. Cuando la construcción estaba bien avanzada, León Castillo recibió una imagen de la Dama del Carmen de manos de Luis Batres, un amigo que vivía en Guatemala. Esta imagen fue bendecida y colocada en la modesta iglesia el 11 de abril de 1860. Este edificio no terminó convirtiéndose en el templo soñado de Castillo. Tendría que esperar y trabajar duro para asegurar un terreno más grande en otra parte de la ciudad y también obtener los fondos necesarios para construir la iglesia que quería.
La guerra de 1863 obligó a León Castillo a suspender las obras para atender a los heridos y enfermos. También había estado trabajando contra los liberales para evitar el cierre del seminario junto a la Iglesia Concepción y evitar la emigración forzada de los clérigos.
Cuando terminó la guerra, el obispo ayudó al coronel Castillo a reiniciar el trabajo de la Iglesia Concepción. Se construyó la sacristía , así como dos pasillos paralelas al pasillo central y al campanario. Los muros en los extremos y en los laterales eran de talpetate y ladrillo. Se inició la construcción del campanario y se colocaron tres campanas en la parte superior. También se construyó una entrada bajo el campanario que conducía al monasterio de los frailes capuchinos . Los primeros sacerdotes capuchinos llegaron a mediados de 1864 y fueron colocados provisionalmente en el seminario de la Iglesia Concepción.
En 1866, el obispo Saldaña entregó la iglesia inacabada a la orden de los capuchinos . Los nuevos propietarios dieron al templo el nombre de Iglesia de Nuestra Señora de Belén , que fue inaugurada el 1 de marzo.
Don León Castillo, que había ayudado también mucho a la edificación del convento capuchino, traslado la imagen de la Virgen del Carmen y el centro de devoción carmelitana, en forma transitoria, a una ermita provisional que edificó al lado del Tridentino.
En los solares actuales del Carmen:
En 1871 el Hermano León adquirió dos solares en la segunda manzana al Norte de la Plaza Mayor (Actual Parque Hernández), solares que lindaban con la 3a. Calle Poniente.
Empeñándose comenzó la edificación de otra capilla en que puso al culto la imagen de Ntra. Señora en julio de 1873, sin cejar en su propósito de levantar el "templo mayor de Nuestra Señora del Carmen", como él decía.
Para levantar el gran templo que soñaba fue adquiriendo por compra los siguientes solares de la misma manzana:
- Uno de 50 por 50 varas de Don Gregorio Valle, el 16 de septiembre del mismo año de 1873;
- Otro lindante de 27 por 38 varas de Don Esteban Vásquez, el 17 del mismo mes y año;
- Un tercero de 24 por 38 varas de Don Manuel Dubón Rodríguez, el 20 de octubre siguiente;
- Y un cuarto, de 50 por 50 varas del Pbro. Don Tomás Dubón, el 17 de noviembre de 1877.

Quedando así para la Iglesia del Carmen un predio un poco mayor de media manzana.
Obtenida la licencia eclesiástica para iniciar los trabajos del nuevo templo por Edicto Episcopal de 23 de noviembre de 1876, bendijo y colocó la primera piedra el señor Obispo Don Luis Cárcamo y Rodríguez, sucesor del piadoso señor Saldaña en la silla de San Salvador, el 27 de noviembre de 1878.
Sin desmayar un punto y con constancia admirables, dio comienzo el Hermano León a la gran obra.
Pidiendo limosnas de puerta en puerta por calles y plazas, y solicitando donativos de personas pudientes, consiguiendo objetos para rifas y tómbolas, mantuvo la construcción en forma ininterrumpida.
Cuando ya había habilitado una parte de la nave central para el culto donde había entronizado la imagen de la Virgen en el altar que sería mayor y más importante, Dios llamó a su seno al infatigable luchador.
Falleció el Hermano León, santamente, el 16 de noviembre de 1891, siendo su cadáver sepultado al pie de la primera ventana (la más próxima a la puerta principal de la entrada) de la nave izquierda.
Dejaba firmemente enraizada en la ciudad y en la comarca la devoción de la Virgen del Carmen.
Años antes de morir pudo adquirir dos predios más que unió al terreno en que la Iglesia se construía:
Un solar de 19 por 66 varas de don Basilio Guevara, adquirido el 12 de mayo de 1880 y otro de 12 por 50 varas de Don Pedro Córdoba, comprado el 13 de octubre de 1885.
De este modo el predio actual engloba 8 solares adquiridos por el hno. León, más un noveno que se anexaría posteriormente a la llegada de los jesuitas al Carmen.

#### 2.ª Etapa: 1892-1894: Bernal y Argueta
Al faltar aquel gran espíritu que había impulsado la construcción del Carmen, paralizándose los trabajos por espacio de tres meses, hasta que en febrero de 1892 el señor Obispo y luego Arzobispo Don Antonio Adolfo Pérez y Aguilar encomendó al P. don Juan José Bernal la continuación de la obra, nombrándolo Capellán del templo.
Durante casi dos años trabajo tesoneramente el P. Bernal, al grado que dejó toda la nave central en estado de servicio, cuando en noviembre de 1893 el P. don José E. Argueta fue designado nuevo Capellán y encargado de los trabajos de la iglesia.
Con espíritu y constancia admirable el P. Argueta prosiguió los trabajos de construcción y no dejó caer el entusiasmo de los que con sus limosnas contribuían.
Así concluyó y bendijo la capilla izquierda, dedicada entonces (1894) a la Sagrada Familia y más tarde al Sagrado Corazón de Jesús.
El 24 de julio de ese año tomó a su cargo los trabajos del templo y la capellanía del Carmen otro varón de grandes empresas, constante en sus esfuerzos y resuelto en sus propósitos.

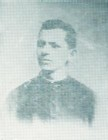

#### 3.ª Etapa: 1894-1916: José María López-Peña
El P. Don José María López-Peña debería ser quien, con espíritu de empresa y constancia jamás entibiada daría fin a la construcción del templo carmelitano, que hoy es orgullo de la ciudad.
Deseando hacer una obra de verdadero mérito artístico, hizo notables cambios en la nave central a la que dio mayor altura, siguiendo -en lo posible- las líneas del estilo gótico.
Los trabajos de reformas y construcción inició el 1 de mayo de 1896, manteniéndolos ininterrumpidamente hasta concluir la magna obra.
Como la antigua imagen de la Virgen del Carmen fuese pequeña, no se sabe exactamente en qué año, el P. López-Peña encomendó a "un buen artista" una nueva imagen, un poco menor que de tamaño natural y cuyo costo ascendió a 175 pesos de plata.
Esta imagen se colocó en el primitivo altar mayor de la nueva iglesia. Ya estaba en su trono cuando el 15 de julio de 1897 se bendijo y estrenó el local de la sacristía. (El mueble para guardar objetos litúrgicos y revestimiento de sacerdotes sería hecho en la Escuela de Artes y Oficios de los Salesianos, pero sin el estilo y arte de otras piezas que se confeccionarían allí para el mismo templo).
En mayo de 1898 levantó el incansable P. López-Peña la capilla derecha en que se entronizaron las imágenes del Misterio de la Santísima Trinidad -la Divina Providencia-, buena obra de arte del período colonial -la más valiosa sin duda del templo- que se había venerado en la Iglesia de San Francisco de San Salvador. Cuando el templo fue demolido por el terremoto de marzo de 1873, el señor Obispo Saldaña determinó que dichas imágenes se trajeran a Santa Tecla, colocándose en forma improvisada en la capilla del Carmen.
Doña Beatriz Orantes de Estévez, la familia Gallardo y la Señorita Doña Concha Morales Villaseñor costearon casi en su totalidad la edificación de la mencionada capilla de la Santísima. Trinidad y la confección del altar donde hasta la fecha se veneran las imágenes del Misterio.
Esta capilla se edificó en todo parecida a la de la Sagrada Familia -hoy Sagrado Corazón-, por cuyo motivo ambas capillas no quedaron dentro del estilo gótico que al templo se le daba. Altares, imágenes y construcción son un híbrido de artes sin estilo alguno, si de estilo quiere hablarse.
El año de 1899, en septiembre, encomendó el P. López-Peña al artista Don Pascasio González el plano y la confección de la parte más visible del altar mayor, imitando el estilo gótico, para cuya confección se utilizaron maderas preciosas como caoba, cortés blanco, granadillo, etc. Los dudosos gustos posteriores de conservación y renovación con añadidos de pinturas, gualdrapas y flores deforman el arte que podría tener la madera noble en estilo gótico.
En junio del año de 1900 se estrenó el pavimento de ladrillo de cemento del presbiterio. El nuevo altar mayor -blanco y oro entonces- se estrenó y bendijo el 16 de julio del año siguiente.
El antiguo altar mayor, de factura híbrida, pasó a la capilla de la Sagrada Familia, en el que más tarde se instaló la imagen del Sagrado Corazón de Jesús, donde se conserva.
En junio de 1904 se continuaron los trabajos del embellecimiento de la iglesia y de la capilla de la Santísima Trinidad, mientras se iniciaban las obras de edificación del amplio convento que se levantó al Norte del templo, quedando unida la sacristía con los corredores del mismo convento, llegando así lo nuevamente construido a unirse con la antigua capilla del Carmen, donde se instaló la antigua imagen de Nuestra Señora que vino de Guatemala, donada por Don Luis Batres.
Concluidas estas obras del convento, a fines del mismo año inició el infatigable P. López-Peña la magna obra de edificación en madera y zinc de la portada y de las torres sobre planos del constructor don José Jerez.
Asumió gratuitamente las funciones de maestro de obras el piadoso y competente Maestro carpintero Don Luz Molina, y como director Artístico el respetable caballero Don José Ruiz. Ellos son los artífices de la gran portada y de las airosas torres del Carmen.
Con el tiempo Don José Jerez, orgulloso sin duda de su obra, no quedó del todo satisfecho con la edificación en madera; en 1941, retomando torres y portada diseñará planos muy ambiciosos, cuyos dibujos se conservan, para edificar todo un fabuloso templo gótico, impensable en piedra, pero sí de cemento armado
Para que le ayudase en la construcción de esta última parte del templo fundó el P. López-Peña, el 5 de septiembre del año 1904, una junta directiva de damas de la Virgen del Carmen quedando organizada de la siguiente manera:
Presidente:		Enriqueta Fajardo de Araujo,
Vicepresidenta:		Carmen Estévez,
Consejera 1a:		Gertrúdis Orellana,
Consejera 2a:		Isabel Morales,
Consejera 3a:		Juana Olivares Saldaña,
Tesorera:			Josefina Alcaine,
Secretaria:			Rosalía Chávez.
Esta comisión -en palabras del P. Capellán- "fue de grande y positiva utilidad y ayuda para la obra".
Como resultaba elevado el costo del piso de cemento para todo el templo, el emprendedor P. Capellán instaló una fábrica de ladrillos de aquel material para hacer los que se utilizaban para el piso del santuario; estableciendo igualmente una Lotería Mariana, mensual, con mil seiscientos pesos de plata en premios, con licencia y autorización del gobierno.
Los temblores del 19 de junio de 1906 causaron perjuicios en el inacabado templo, por lo que la obra del enladrillado solamente pudo reanudarse -luego que se concluyeron las reparaciones- en marzo de 1907.
En el año de 1910 se concluyó la edificación de la portada del templo y el 25 de marzo del año siguiente se colocó y bendijo con gran solemnidad, en su camarín sobre la mencionada portada, la imagen en bronce de la Virgen del Carmen, obsequiada por el caballero Don Recaredo Gallardo y su esposa Doña Carmen Alvarado de Gallardo.
La pintura interior del templo se concluyó totalmente en el año de 1913.
El Santuario iniciado en 1878 y continuado hasta el año de su fallecimiento por el piadoso terciario carmelita Don León Castillo, había sido llevado a feliz término por el P. Don José María López Peña treinta y siete años más tarde.
Concluido el templo carmelitano de Nueva San Salvador, el P. López-Peña, con incansable impulso, amplió aún más las edificaciones que había levantado a la espalda del santuario, con el propósito de que allí se estableciera una Residencia de los Padres de la Compañía de Jesús, que también se hiciese cargo de la capellanía del Carmen.
Concluida la obra el P. López Peña con anuencia del señor Arzobispo Pérez y Aguilar consiguió que en 1914 vinieran a instalarse a la vera del santuario de Ntra. Señora dos jesuitas: los Padres Herminio Suárez y Gabriel Ortiz, que le ayudaron en el ministerio sacerdotal y fueron los fundamentos de la erección de la Residencia Jesuita.

#### 4.ª Etapa: 1916: Presencia jesuita en el Carmen
Obtenidas las necesarias autorizaciones canónicas recibían los Padres de la Compañía, definitivamente en enero de 1916, la Iglesia y Residencia del Carmen.
A raíz del terremoto del 7 de junio de 1917, hubo de hacérsele al santuario diversas reparaciones, encargándose de la pintura y total restauración artística el Hermano Frías S.J. qué era artista de mérito. A él se debe el lienzo con la imagen de la Virgen de Guadalupe, que se venera en un precioso altar gótico construido en los talleres Salesianos de la Escuela de Artes y Oficios.
En los mismos talleres se labraron artísticamente el altar del Santo Cristo Crucificado, la mampara de la puerta mayor, los confesionarios y el púlpito.
Foco de la devoción carmelitana, el templo mariano ha sido como un corazón en la ciudad.
Allí se han dado gracias al cielo por el fin de guerras y contiendas y por el establecimiento de la paz interna de país; allí se ha implorado a la celestial Señora del Monte Carmelo en horas de angustia, de tribulaciones y de pena; allí sabe Santa Tecla que está "un faro de luz verdadera, una áncora de salvación, un seguro refugio en la hora de prueba", en palabra del P. Díaz-Rayón.
El año de 1931, siendo Capellán del templo el P. Manuel Fernández del Campo S.J., con todo empeño se dio a la obra de hacer una total restauración del templo. Y como anhelaba entronizar una nueva y más artística imagen de la Virgen, empeñandose en conseguirla.
Encargada a famosos talleres de escultura religiosa de Barcelona (España), vino la imagen sedente de tamaño natural, sirviendo de centro a las de Simón Stock y Santa Teresa de Jesús, ambas figuras de rodillas. A la de San Simón la Virgen le ofrece el hábito escapulario de la Orden Carmelitana; el Niño Jesús que está sentado en el regazo de su madre le da a Santa Teresa el escapulario que usan los terciarios carmelitas.
Bendecida la imagen en forma solemne el 12 de julio de aquel año, fue entronizada en su altar el día 14 del mismo mes, poniéndose al culto público el 15 del mismo julio.
A la derecha del trono de la Virgen, en un nicho adecuado, se colocó a la izquierda la imagen del Patriarca Señor San José, de gran devoción entre los carmelitas, y en nicho semejante al otro, se puso la imagen de San Juan de la Cruz, reformador con Santa Teresa de los carmelitas descalzos y doctor de la Iglesia, "el santo más poeta y el poeta más santo de nuestra lengua".
Estas dos imágenes fueron bendecidas y colocadas en el altar mayor el año siguiente de 1932.

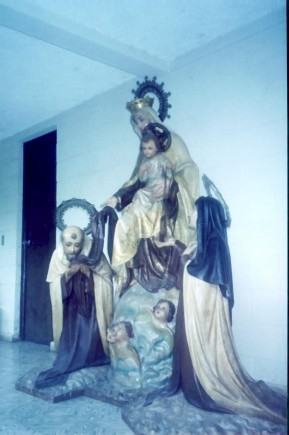

La primitiva imagen de la Virgen del Carmen fue cedida a la pequeña Capilla que levantó sobre las ruinas del antiguo templo de Belén la Madre Clara Quirós, cuando recibió el convento de los capuchinos para que lo utilizara como Casa Madre de la Congregación de Religiosas Carmelitas de San José que ella fundara.
El terremoto de junio de 1917, destruyó la capilla de Belén y la imagen primera de Ntra. Señora.
Una segunda imagen, un poco mayor, de la Virgen del Carmen sirve para la veneración de María en las procesiones que se tienen dentro y fuera del templo carmelitano.